# Eve Maurer
Eve-Mai Uusmees, coniugata Maurer (Tallinn, 27 dicembre 1936), è un'ex nuotatrice sovietica, che ha partecipato alle Olimpiadi di Roma 1960, gareggiando nei 200m rana.

## Carriera
Ai Campionati europei del 1958, ha vinto 1 argento nella Staffetta 4x100m mista, dove ha gareggiato come Eve Uusmees.